# Maxi López
Maximiliano Gastón López, mais conhecido como Maxi López (Buenos Aires, 3 de abril de 1984), é um ex-futebolista argentino, que atuava como atacante.

## Carreira

### River Plate

#### 2002, 2003 e 2004
Maxi começou a jogar futebol com o Estrella de Maldonado, clube onde foi goleador. Enquanto cursava o ensino fundamental na Escola Vicente López, Maxi jogava futebol nas categorias de base do River Plate, o qual admirava.
A morte de seu pai com pouca idade o obrigou a ajudar a sustentar sua família. Foi goleador da sétima categoria e campeão da mesma, estreando na equipe profissional com a camisa 7, com somente 17 anos, em 22 de julho de 2001 em partida válida pela Copa Mercosul, sob o comando de Ramón Ángel Díaz. O River perdeu por 4 a 2 para o Grêmio.
Maxi marcou seu primeiro gol com apenas 17 anos, sete meses e um dia, convertendo-se no segundo jogador mais jovem a marcar do clube. Pelo River, conquistou três Torneios Clausura, em 2002, 2003 e 2004 (25 gols neste tempo) e um vice-campeonato da Copa Sul-americana de 2003.
Com o passar do tempo, López começou a disputar a titularidade da equipe com Fernando Cavenaghi e passou a ter atuações destacadas.

### Barcelona

#### 2005
Em janeiro de 2005, Maxi López foi contratado pelo Barcelona, por € 16,4 milhões e assinando um contrato com cláusula de rescisão de € 42 milhões, sendo o 18.º argentino contratado pelo clube catalão. O "atacante loiro" era seguido havia algum tempo pelo Barça e sua chegada foi de um "craque midiático", segundo a imprensa especializada. Os motivos do clube para contratálo eram a recente lesão de Henrik Larsson e o fato de Maxi ser "um dos principais expoentes da jovem geração de futebolistas argentinos que deslumbram com seu futebol", apostando na sua "potência, rapidez, jogo aéreo e inteligência"[carece de fontes?]
.
O atacante estreou no Campeonato Espanhol de 6 de fevereiro de 2005, jogando os últimos treze minutos da partida entre Barcelona e Atlético de Madri, que acabou em 2 a 0 para os madrilenhos. No entanto, em 3 de maio desse mesmo ano, ele sofreu uma ruptura do quinto metatarsiano do pé direito, ficando fora dos gramados por vários meses. Já recuperado da sua lesão, a sua estreia como titular ocorreu em 1 de março de 2005, em um empate em zero com o Espanyol. Pelo Barcelona, Maxi López conquistou o Campeonato Espanhol de 2004-2005, e a Supercopa da Espanha. Nesta temporada, a sua melhor atuação ocorreu na partida de ida pelas oitavas-de-final da Liga dos Campeões da UEFA, contra o Chelsea da Inglaterra, em que ele anotou um tento e deu uma assitência para fechar o placar em 2 a 1, que, contudo, não serviria para fazer o time espanhol passar às quartas-de-final da competição.
Em 2006 López conquistou o Campeonato Espanhol de 2005-2006 e ganhou a Liga dos Campeões da UEFA. Ele perdeu espaço com a chegada de Frank Rijkaard, jogando poucos minutos nas temporadas em que o neerlandês comandava a equipe. O jogador, então, declarou que priorizaria a aprendizagem em detrimento dos interesses econômicos ou de transferências.

### Mallorca e FC Moscou

#### 2006, 2007 e 2008
Em 14 de junho de 2006, devido à contratação de Eidur Gudjohnsen pelo Barça, Maxi foi emprestado ao RCD Mallorca com mesmo rótulo de "craque midiático", e fazendo três gols na Liga de 2006-2007, em 23 partidas disputadas. Segundo o site do jornal "Marca", Maxi López foi a decepção da temporada 2006/07: "Chegou emprestado pelo Barça e com a etiqueta de 'craque' midiático não esteve à altura do que se esperava dele. O Mallorca o apresentou como a principal estrela de seu projeto para esta temporada, no entanto, o argentino não aproveitou a oportunidade para fazer-se um eco no clube. Só fez três gols, uma bagagem muito pobre para um atacante a quem alguns denominam o 'Drogba branco'".
Em 16 de agosto de 2007 foi anunciada a sua venda para o FC Moscou, por € 2 milhões, onde se manteve por duas temporadas na Rússia fazendo apenas 25 jogos e marcando 9 gols.

### Grêmio

#### 2009
Em 13 de fevereiro de 2009, o Grêmio anunciou a contratação do jogador, por empréstimo junto ao FC Moscou com opção de compra de 50% dos direitos federativos do jogador ao final do empréstimo fixados em € 1,5 milhões(R$ 4,3 milhões). A negociação foi marcada por longas tratativas, que duraram mais de quarenta e cinco dias. A duração do novo contrato do atleta é de um ano. Ao final, Maxi aceitou o salário em torno de 90 mil dólares por mês.
Maxi estreou oficialmente pelo Grêmio em 8 de março de 2009, em partida válida pelo Campeonato Gaúcho 2009, contra o Santa Cruz, no Estádio dos Plátanos. O jogo acabou em 3-2 para o Santa Cruz e Maxi não marcou nenhum gol.
Maxi estreou oficialmente no Estádio Olímpico Monumental no dia 18 de março de 2009 contra o São José-POA, entrando aos 23 minutos do segundo tempo e marcando um lindo gol aos 41.
Em 24 de junho de 2009, Maxi foi acusado pelo jogador Elicarlos, do Cruzeiro, de ter se expressado de maneira racista, em partida válida pela semifinal da Copa Libertadores. O jogador foi intimado a depor e então aberto inquerito. López negou a acusação e nada foi comprovado.
Maxi marcou quatro gols na Copa Libertadores da América de 2009, sendo um dos artilheiros da equipe. No dia 19 de julho de 2009, López fez o gol que garantiu a vitória do Grêmio no Grenal centenário.
Segundo o Conselho de Administração do Grêmio, seria feito um contrato de três anos com o jogador. No dia 29 de dezembro de 2009, o Grêmio realizou o depósito da quantia em juízo e exerceu o direito de compra de 50% do passe do jogador. O próprio atleta teria de repassar um milhão de euros ao FC Moscou para se liberar. Contudo, López fugiu sem tocar no dinheiro. Como consequência, teria de comparecer a uma audiência para receber o montante ou deveria ir à Justiça do Trabalho.
No dia 4 de janeiro de 2010, Maxi López enviou um telegrama a direção do Grêmio informando que não queria mais jogar pelo clube. Como o Grêmio exerceu seu direito e depositou a quantia de 1,5 milhão de euros, entendeu que o atleta tinha ainda contrato com o clube. O jogador, contudo, passou a não fazer mais parte do plantel. Na única temporada em que atuou pelo clube, marcou 17 gols em 41 partidas, sendo artilheiro da equipe.

### Catania

#### 2010 e 2011

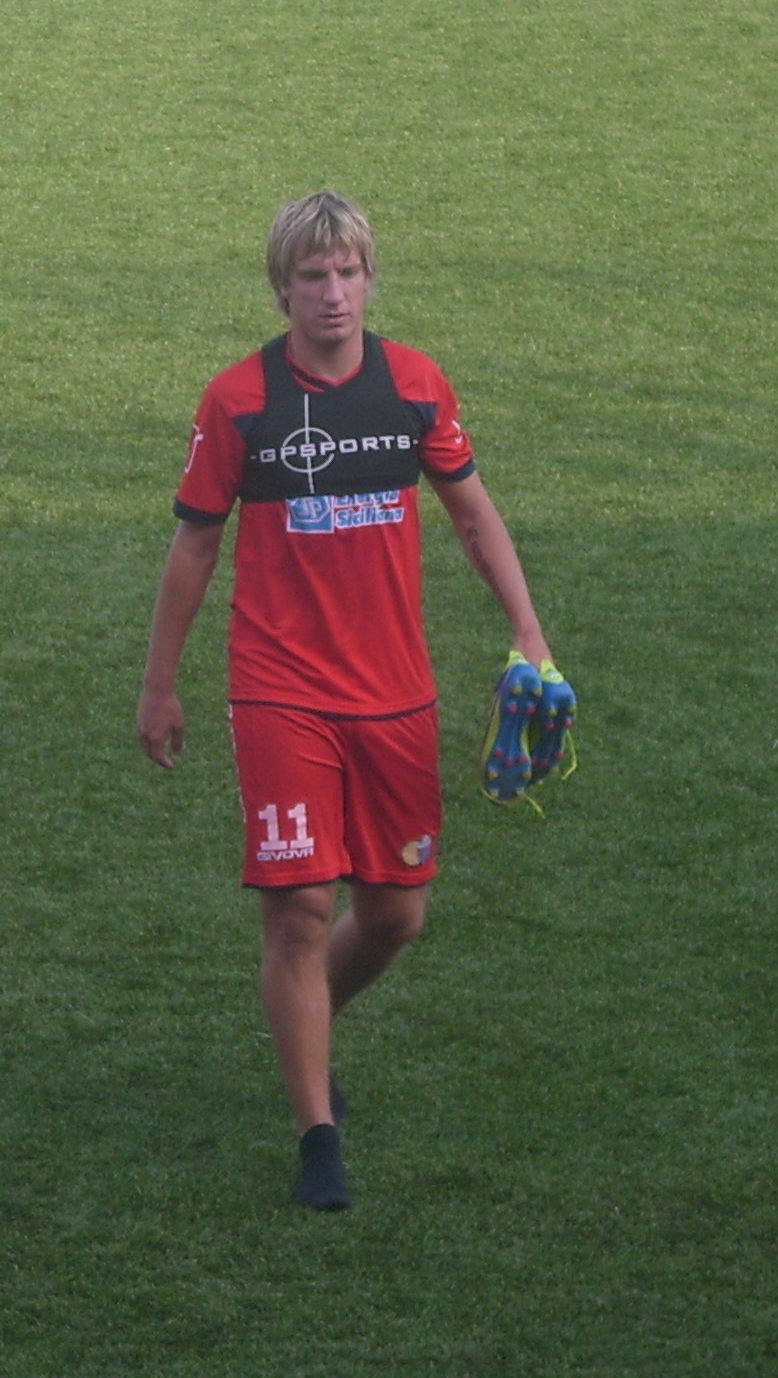
Maxi López no Catania.

Mesmo em litígio com o Grêmio, Maxi foi anunciado, no dia 20 de janeiro de 2010, como nova contratação do Catania, da Itália. Entretanto, o departamento jurídico do Grêmio enviou uma intimação ao clube italiano e recorreu à Fifa. Mesmo com a advertência por parte do clube brasileiro, o time do estádio Angelo Massimino apresentou López no dia 21 de janeiro como novo jogador. Na chegada, o jogador declarou que considera o futebol italiano o melhor do mundo. Algum tempo depois, o atacante declara que iria regressar ao Grêmio dentre dois a três anos, critica o antigo dirigente, Meira, e  afirma que "Essas pessoas como Meira não fazem bem ao Grêmio". Disse também que o jornalista autor da entrevista poderia adotar o seguinte título para a entrevista "Máxi Vai Voltar".
Em alta no Catania, artilheiro do clube nas duas temporadas e meia que por lá atuou, Maxi chega na janela de transferências de meio de temporada disputado por pelo menos 3 grandes clubes europeus.

### Milan, Sampdoria, Catania e Chievo

#### 2012, 2013 e 2014
No dia 27 de janeiro de 2012, o jogador argentino foi anunciado como reforço do Milan, por empréstimo até o final da temporada 2011/2012, fazendo apenas 11 jogos e com 2 gols marcados. Na temporada seguinte, vestiu a camisa da Sampdoria, marcando 6 gols em 29 jogos, até regressar ao Catania na temporada 2013/14. Na temporada subsequente, assina pelo Chievo Verona onde também não se firma e é adquirido pelo Torino. 

### Torino e Udinese

#### 2015, 2016 e 2017
No dia 13 de janeiro de 2015, o Torino comprou os direitos de Maxi Lopez junto ao Chievo Verona, para a disputa do restante da temporada. O camisa 11 impressiona já na primeira temporada que atua com 11 gols marcados em 23 jogos, além de assistências, ajudando a equipe a manter-se no meio da tabela. Não obtendo mesmo ímpeto e resultados no ano seguinte, permaneceu duas temporadas pelo clube e marcou 20 gols em 70 jogos. Na temporada 2017/2018 assinou pela Udinese. Por lá não fez boa temporada atuando em 29 partidas, marcando 6 gols (quatro em apenas um jogo) e dando apenas 2 assistências. 

### Vasco da Gama

#### 2018
Em 14 de julho de 2018 o Vasco apresentou Maxi López que recebeu a camisa 11 no clube. Contratado para ser referência de ataque na equipe que não fazia boa campanha no Campeonato Brasileiro 2018, em meio a desconfiança após fraca temporada na Europa, fez sua estréia no dia 12 de agosto de 2018 em partida contra o Palmeiras válida pela décima oitava rodada da competição, onde entrou no segundo tempo no lugar de Andrés Ríos e jogou apenas 17 minutos, não conseguindo evitar a derrota por 1-0. Não demorou muito para o atacante se adaptar e mostrar a que veio, pois logo na sequência deu assistência no empate de 1-1 contra o Ceará pela décima nona rodada do campeonato. Marcou seu primeiro gol com a camisa cruz maltina na vitória por 3–1 sobre a Chapecoense em partida válida pela pela vigésima primeira rodada, sendo um belo gol além de distribuir duas assistências para os gols de Wagner e Thiago Galhardo. Na vigésima terceira rodada, marcou um gol de pênalti mas não evitou a derrota para o América Mineiro por 2-1. Na vigésima quinta rodada, deu assistência para gol no empate de 1-1 no clássico contra o arquirrival Flamengo. Marcou de pênalti no empate de 1-1 contra o Paraná Clube pela vigésima sétima rodada do campeonato e também marcou em seguida na vigésima oitava rodada no empate de 1-1 em clássico contra o Botafogo. Na vigésima nona rodada, garantiu a vitória sobre o Cruzeiro por 2-0 ao marcar um gol e dar um corta luz sensacional para gol de Yago Pikachu. Marcou de pênalti e garantiu o empate de 1-1 contra o Internacional em partida válida pela trigésima primeira rodada da competição, bem como marcou e garantiu a vitória por 1-0 sobre o Fluminense em clássico válido pela trigésima segunda rodada. Em sequência, deu uma assistência de calcanhar para gol de Thiago Galhardo na derrota por 2-1 para o Grêmio em partida válida pela trigésima terceira rodada do campeonato. Neste jogo adquiriu um corte no pé e acabou ficando fora das duas rodadas subsequentes. Retornando na trigésima sexta rodada contra o São Paulo, deu uma assistência na vitória por 2-0. Nas graças do torcedor, Maxi López foi dado como o principal responsável por evitar o rebaixamento do clube que só conseguiu escapar na última rodada no empate por 0-0 contra o Ceará. Além disso, foi o jogador mais produtivo do segundo turno do Campeonato Brasileiro de 2018 com 7 gols e 6 assistências, em 19 jogos, sendo enaltecido por jornalistas e comentaristas esportivos. Ao término da temporada, o Corinthians manifestou o desejo de contar com o atacante e fez proposta, todavia o jogador que vive relação de amor com a torcida do Vasco recusou e confirmou permanência no clube para a temporada 2019.

#### 2019
Na segunda vez que entrou em campo no ano, deu assistência e marcou seu primeiro gol na temporada em cobrança de pênalti no empate por 2-2 diante do Juazeirense em partida válida pela Copa do Brasil 2019, classificando o Vasco para a próxima fase. Conquistou seu primeiro troféu com a camisa do clube, na final da Taça Guanabara 2019 contra o Fluminense. Não renovou o contrato com o clube ao não ser atendido pela diretoria com aumento salarial desejado, balançando a relação do jogador com o clube. Em péssima fase, marcou seu segundo gol na temporada 1 mês depois em cobrança de pênalti diante do Flamengo no empate por 1-1 pela Taça Rio de 2019. Brigando contra a balança desde o início da temporada e sendo alvo de críticas dos torcedores pela primeira vez, o atacante amargou a reserva por alguns jogos e quando entrava nas partidas em nada mudava ocasionando mais críticas dos torcedores, tendo neste meio tempo perdido as finais da Taça Rio e o Campeonato Carioca 2019 para o rival Flamengo. Mesmo fora de forma recuperou a titularidade no jogo decisivo contra o Santos pela Copa do Brasil 2019, onde deu uma assistência de letra, mas perdeu o gol que levaria o jogo para os pênaltis no último lance da partida, e viu o Vasco ser eliminado mesmo vencendo. Foi balançar as redes novamente na segunda rodada do Campeonato Brasileiro de 2019 na derrota em casa por 1-2 diante do Atlético Mineiro, bem como marcou de pênalti na terceira rodada diante do Corinthians no empate por 1-1. No dia 24 de maio, antes da partida contra o Fortaleza pela sexta rodada do campeonato, foi vetado dos relacionados para a partida pelo novo técnico do clube Vanderlei Luxemburgo, que o colocou para fazer trabalho físico à parte, através do qual seria reintegrado ao grupo caso metas fossem alcançadas. Com a decisão e a relação desgastada, o jogador pediu rescisão amigável do contrato sendo atendido pela diretoria. Pelo clube, Maxi fez 38 jogos, marcou 11 gols e deu 8 assistências. 

## Seleção Argentina
Maxi López nunca foi convocado à Seleção Argentina de Futebol, ainda que tenha jogado nas categorias de base do selecionado. Participou das seleções sub-15, sub-17 e sub-20, chegando ao vice-campeonato sul-americano sub-17 de 2001, disputado no Peru e no Panamericano Sub-17, do mesmo ano. Também chegou à quarta colocação no Mundial sub-17, disputado em Trinidad e Tobago também em 2001 e no Sul-Americano Sub-20 de 2003 e no Campeonato Panamericano Sub-23 de 2004, onde marcou um gol na final. Foi o autor do gol argentino na disputa da medalha de ouro nos Jogos Pan-Americanos de 2003, diante do Brasil.

## Polêmicas
Em 2009, no mês de junho, após a vitória do Cruzeiro por 3 a 1 sobre o Grêmio, o volante  Elicarlos acusou Maxi López de racismo durante o jogo das semifinais da Libertadores, alegando ter sido chamado de macaco. Assim, ao fim do jogo, se dirigiu à Delegacia da Polícia Civil localizada no estádio e foi lavrado um boletim de ocorrência. Após registrar o caso na delegacia, os policiais intimaram o argentino Maxi a prestar depoimento. Depois de negar, em depoimento prestado à delegada Roseli Baeta Neves, ter chamado o volante Elicarlos de "macaco", como acusou o jogador celeste, o atacante argentino Maxi López, do Grêmio, foi liberado para deixar o Mineirão. A ocorrência na delegacia do Mineirão onde Elicarlos e Maxi López prestaram depoimento na madrugada do dia 25 resultou num inquérito, instaurado pela 16.ª Delegacia da capital mineira. A suposta ofensa racista teve repercussão internacional. Até os jornais argentinos repercutiram a polêmica.

## Títulos
River Plate
- Torneio Clausura: 2001–02, 2002–03, 2003–04

Barcelona
- Campeonato Espanhol: 2004–05, 2005–06
- Supercopa da Espanha: 2005
- Liga dos Campeões da UEFA: 2005–06

Torino
- Eusébio Cup de 2016[35]

Vasco da Gama
- Taça Guanabara: 2019

Seleção Argentina Sub-20
- Jogos Pan-Americanos: 2003

## Artilharias
Udinese
- Copa da Itália - 2017-18: (4 gols)